# Taubenhaus (Meycourbie)

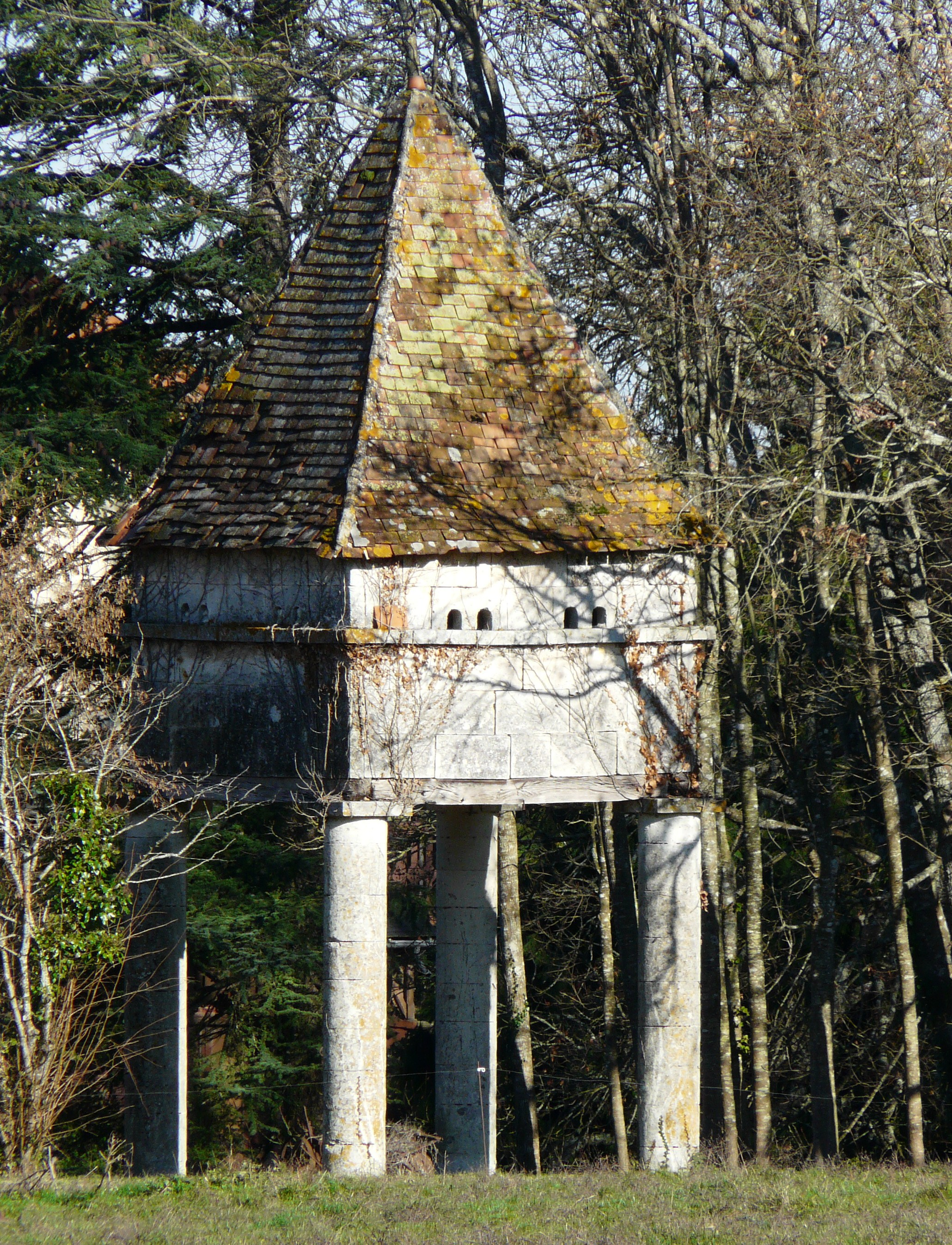
Taubenhaus in Meycourbie

Das Taubenhaus (französisch colombier oder pigeonnier) südlich Weilers Meycourbie der französischen Gemeinde Bassillac et Auberoche im Département Dordogne in der Region Nouvelle-Aquitaine wurde vermutlich im 18. Jahrhundert errichtet.
Das rechteckige Taubenhaus aus Haustein steht auf vier Säulen und wird von einem Pyramidendach abgeschlossen, das mit flachen Ziegeln gedeckt ist. Es ist denkmalgeschützt.